# Schützing (Marktl)
Schützing ist ein Gemeindeteil des Marktes Marktl und eine Gemarkung im oberbayerischen Landkreis Altötting.
Das Dorf besteht aus mehreren Ansiedlungen, die bis zu zwei Kilometer auseinander liegen. Er liegt südwestlich von Marktl am östlichen Rand des knapp 750 ha großen Naturschutzgebietes Untere Alz, das von Schützinger Bach und Alz durchzogen wird.

## Geschichte
Mit dem zweiten Gemeindeedikt 1818 wurde die politische Gemeinde Schützing gegründet. Am 1. Januar 1970 wurde die Gemeinde nach Marktl eingemeindet.

## Sehenswürdigkeiten
In der Liste der Baudenkmäler in Marktl sind für Schützing drei Baudenkmale aufgeführt.